# YOKARO-MON
YOKARO-MON（よかろうもん）は、福岡県出身の4人組男性グループ。

「音楽を中心としたエンターテインメントグループ」として、SNSへの音楽動画の投稿、オリジナル楽曲でのライブ・イベントを中心に活動を行う。

ファンの総称は「よかメン」

## メンバー
| Takuya     | 1991年3月14日（34歳） | 178cm   | A型 | ピンク [ピンク] | Vo,Cho              |
| Hiro       | 1990年6月8日（35歳）  | 169cm   | A型 | 黄 [赤]         | Vo,Cho              |
| Yudai      | 1991年3月6日（34歳）  | 173cm   | B型 | 緑 [水色]       | Vo,Cho/Beatbox,Bass |
| Masaru     | 1991年3月29日（34歳） | 171cm   | A型 | 紫 [紫]         | Bass/Beatbox,Vo,Cho |
| 旧メンバー |                       |         |     |                 |                     |
| Daichi     | 1990年7月2日（35歳）  | 166.5cm | A型 | 赤 [黄緑]       | Beatbox/Bass,Vo,Cho |

## 概要
福岡県立小郡高等学校での同級生5名が「青春アカペラ甲子園全国ハモネプリーグ2008夏」出場を機にアカペラグループ「よかろうもん」を結成。

2023年、Daichiの脱退により4人体制となる。

全員が20年来の付き合いだが、各自の趣味や交友関係に共通項が少ないことから、自グループのカラーを「個の集合」と称している。

また元々が同級生という考えに基づき、5人体制時はグループ内でのリーダーは決めていなかった。

メンバーが制作した楽曲（オリジナル曲、アカペラカバー）の場合、レコーディング、ミックス等を外部委託せずグループ内で行うことも多い。

## 来歴

### ■高校時代
2006年4月、福岡県立小郡高校に入学した5名はクラスメイトとして出会う。

2年時からは理数系のMasaruのみ別棟へと移動。また、Daichi、Takuya、Yudaiは3年間同じクラスで過ごす。

【よかろうもん結成】

高校三年時、上記同クラスの3名でカラオケに行った際、DaichiのBeatboxに感銘を受けたTakuyaの発案をきっかけにハモネプ出場を目指すことを決定。アカペラグループ結成に向け、まずBeatbox仲間でもあるMasaruに声をかける。

「博多弁をグループ名にしたい」という意見により「よかろうもん」という名称が決定。

この時点で未加入であったHiroを後日ボーカルとして迎え、番組出場時の5名グループとなる。

当時、アカペラの練習は「音がよく響く」という理由から、高校近隣の井ノ浦公園の男子トイレ前で行われていた。

### ■高校卒業～再始動/2009年～2017年
全国ネットの人気テレビ番組に出演したことにより多数の地元企業イベント等に出演するも、Daichiの個人活動に伴う上京や各メンバーの就職に伴い、高校卒業後にほぼ活動休止状態となる。

その後、Daichiのソロライブ内でのゲスト出演やアカペラカバー動画の発表を行うことで縮小しつつもグループ活動を継続。

【再始動】

この間もソロ活動を重ねていたDaichiは、過去に恩師から受けた「まずお前が先に売れて4人を引き上げろ」という奨励や、旧友たちと自由かつ自分らしく音楽を楽しみたいという気持ちから、再始動へ向け呼びかける。

これに4名が応え、まずYudai、Masaru、Hiroが会社員生活を終了し上京。

2017年5月5日、先発のメンバー3名が運営者となりYoutubeに「よかろうもんTamariba」を開設。

YudaiとMasaruのシェアハウスを拠点に、主にリモート参加のTakuyaを含めた4名が当チャンネルで活動を行う。

この後約半年間運用をしていく中で、Hiro、Yudai、Masaruは「よかろうもんTamariba」の動画をもっと多くの人に見て欲しいという気持ちから「チャンネルジャック」という名目で、当時使用頻度の低かったDaichiのサブチャンネル譲渡の交渉を行う。

2017年11月1日　Daichiのサブチャンネル「DaichiNet」をよかろうもん用に譲り受け、5人体制の「よかろうもんチャンネル」として新たに始動。後日この日をグループの結成日と認定。※合わせて「よかろうもんTamriba」を裏話やオフ時の動画をアップするサブチャンネルとした。

2017年11月より高校時代と同じメンバーで「よかろうもん」として本格的に活動を再開。

### ■5人体制/2017年～2022年
2017年、「CIAO FIAT! 10th BIRTHDAY 2017」にて再始動後の初ライブ。

2018年、追って上京したTakuyaを加え、ワンマンライブ、ツアーを開始する等オフラインでの音楽活動を活性化。

2019年までの2年間は、特にオリジナル曲の制作やラジオ出演が活発に行われた。

2020年前後はアカペラ曲のコラボレーションに積極的に取り組む。

世のコロナ禍の状況を受け、StayHomeへの応援歌としてはじめしゃちょー、デカキンらとの遠隔コラボ動画「WAになっておどろう～StayHome ver.～」を公開。他にグループ初の試みとして配信ライブも行われた。

2020年6月5日開設のハモネプ公式チャンネル「ハモネプ道場」にて、アカペラレクチャーのコーナーを担当。

2021年6月25日　名称を「よかろうもん」⇒「YOKARO-MON」に改定。

それに伴いYoutubeチャンネル名も「よかろうもんチャンネル」⇒「YOKARO-MON よかろうもん」へ、ロゴマークもこれまでのデザインをベースにリニューアル。

2021-22年『上京MNTIブラザーズ』として、コラボ2曲を筆頭に1日2公演×全国8都市を回る

2022年7月23日より毎月1回のソロイベント「YOKA-ROOM」を開催。

同年8月 フットサルチーム「FC YKRM」の結成を正式に発表

### ■4人体制/2023年～現在
2023年2月1日 YouTubeチャンネルにてソロ活動専念に伴うDaichiの脱退、及び今後は4名での活動を発表

同年5月2日 数字の４をベースとした新ロゴマークを発表

2024年4月14日 福岡県への拠点変更を発表

## アカペラ
メンバー全員がBeatboxができることを生かし、パーカッション、ベース共にリップベース、インワードリップベースといったBeatboxのスキルを多く用いる。

### アカペラコラボレーション
主にゲストをメインボーカルとして迎え、希望の曲に合わせてYOKARO-MONがコーラスとリズムを担当する形式で行われる。

ミュージシャン以外とのコラボも多く、自チャンネルのみでも50組以上のアーティストと共演。

中でも2019年8月9日公開のQuizKnockとのコラボ「パプリカ【QuizKnockコラボアカペラカバー】」は再生数1136万回のミリオン作品。

また、2020年8月2日に発表された四千頭身とのコラボ「香水/瑛人 アカペラカバー【四千頭身×よかろうもん】」は、公開2日目で100万再生を突破し、2020年8月3日のめざましテレビで取り上げられ、「よかろうもん」もトレンド入りを果たした。

## ユニット等

### Pomtex（ぽんつくす）
Daichi、Masaru、Yudaiの3名によるBeatboxユニット。

読み方は「ぽんつくす」「ポンテックス」どちらも可。
高校一年時の移動教室の夜に、Beatboxの話題で意気投合した3名で結成。
「3人Beatboxが出来るPomtexがあったからこそよかろうもんがある」とDaichiが語るように、YOKARO-MONの前身的存在でもある。
名称はMasaruの家族間でBeatboxがその音から「ぽんつく」と呼ばれていたことに由来。「ぽんつく⇒ぽんつくす（複数形）⇒Pomtex」となる。
2022年1月、フジテレビ「完全再現SHOW カン☆コピ」に口から出る音だけで演奏する「人間楽器」として、親グループである「YOKARO-MON」名で出演。

### 上京MNTIブラザーズ
YOKARO-MON、Daichi＋財部亮治による福岡出身者6名のグループ。2021-22年に全国ツアーを敢行。ツアー期間中には双方にとって初のトークライブも行われた。

2018年からYoutubeでのコラボレーションや互いのソロライブへのゲスト出演等での交流を持ち、YOKARO-MONはコラボ時に使用していた「財部軍団（たからべぐんだん）」名義でツアーも行うつもりでいたが財部は軍団化を拒み、コラボレーションの曲名を元に現在の名称が決定された。

## 作品

### オリジナル曲
| Youtube公開日  | タイトル                                 | 作曲                     | 作詞                            | 備考 |
| -------------- | ---------------------------------------- | ------------------------ | ------------------------------- | --- |
| 2017年6月23日  | 片道切符                                 | Daichi                   | Daichi                          | 「Daichi feat.よかろうもん」 |
| 2017年11月10日 | キミノウタ                               | Daichi                   | よかろうもん                    | Daichi Beatboxerチャンネルにて公開 |
| 2018年1月27日  | 柄にもないけど言わせておくれ             | Daichi                   | Hiro                            | 撮影地：二子玉川 [Vo：Daichi、Hiro、Masaru、Yudai]                                                                                          |
| 2018年2月24日  | Voice                                    | Masaru                   | Yudai                           | よかろうもん |
| 2018年3月31日  | めんたいハート                           | Daichi                   | Hiro                            | ディレクター：Yusuke Okawa |
| 2018年4月28日  | POP UP                                   | Masaru                   | Takuya                          | ディレクター：Yusuke Okawa ※JOY SOUND カラオケ配信曲                                                                                        |
| 2018年6月30日  | Getemono                                 | Daichi                   | Takuya、Rap詞：Masaru           | Director：Yusuke Okawa、ヘアメイク：LIPPS 表参道店                                                                                          |
| 2018年7月28日  | アイ                                     | Daichi                   | よかろうもん                    | NHKドキュメンタリー「#新日本いいね！～熊本編～」                                                                                            |
| 2018年8月25日  | いろはにほへと                           | Daichi                   | Takuya                          | 初のウェディングソング（ファン結婚式のための書き下ろし曲）                                                                                  |
| 2018年9月24日  | タイムトラベレズ                         | Masaru                   | Hiro                            | ティザー動画のみ公開 |
| 2018年9月30日  | 忘れなくちゃ                             | Daichi                   | Daichi(support by Masaru,Yudai) | ティザー動画のみ公開 |
| 2018年12月31日 | Life is…                                 | Daichi                   | Hiro (Rap詞：よかろうもん)      | 個人パートをメンバー各自が作詞。ティザー動画(2018.10.07公開）                                                                               |
| 2019年3月16日  | To You な Love Song                      | Daichi                   | Hiro                            | Director：MEGSTER、撮影協力：さがみ湖リゾートプレジャーフォレスト 2019年2月23日のファンツアーにてMV撮影                                     |
| 2019年4月27日  | I love just the way you are              | Takuya                   | Takuya                          | Short ver.（2018.11.14公開)［Vo：Hiro、Takuya、Yudai]                                                                                       |
| 2019年7月28日  | stay gold                                | Daichi                   | Hiro                            | Videographer：Hirochika Karasawa 「よかろうもん強化合宿in 長野」にて制作                                                                    |
| 2019年8月31日  | JUMP!!                                   | Daichi                   | Takuya＆Daichi                  | Videographer：Hirochika Karasawa アレンジ＆MIXED：安齋拓麿 ※JOY SOUND カラオケ配信曲                                                        |
| 2020年3月28日  | もう嫌になったよ                         | Daichi                   | Takuya                          | アレンジ：Daichi/安齋拓麿、イラストレーション：こむぎこ2000                                                                                 |
| 2020年10月14日 | S.N.S                                    | Daichi                   | Hiro                            | 元ライブ限定曲のMVを制作し公開 |
| 2020年11月28日 | もうひとつのラブストーリー               | Daichi                   | Takuya＆Daichi                  | Short ver.(2018.09.16公開)※ティザー動画 |
| 2021年6月26日  | 手紙                                     | Masaru                   | Takuya                          | アレンジ：佐土原隼人、出演者：木野山ゆう、Anthony                                                                                           |
| 2021年9月29日  | きみがいること                           | 大藪良多                 | 大藪良多、Yuria Sannodo         | ディレクター：Haseβe Daiki [Vo：Hiro、Takuya、Yudai]                                                                                        |
| 2021年12月18日 | ７                                       | 大藪良多                 | 大藪良多                        | Sonud Produced by Yuria Sannodo、mixed&mastered by Ysoultruth、Video Director by Haseβe Daiki                                               |
| 2022年3月26日  | いまできること                           | Daichi                   | Daichi                          | アカペラオリジナル楽曲、広島市街地にて撮影                                                                                                  |
| 2022年7月16日  | Life Goes On                             | 大藪良多                 | 大藪良多                        | Sonud Produced by Yuria Sannodo、mixed&mastered by Ysoultruth、Video Director by Haseβe Daiki                                               |
| 2022年8月28日  | 夏に咲く桜                               | 原口知之                 | 原口知之、Masaru                | Mixed by Jun“C.J.P.S”Nishikawa |
| 2022年10月29日 | 夢へのドレスコード                       | HIPPY                    | HIPPY                           | 編曲：TA★1 Videographer：Hirochika Karasawa 4人ver.動画（Official Audio/2024.06.17公開）                                                    |
| 2022年11月12日 | 帰ってこんね                             | おだともあき             | おだともあき                    | Guitar：池田拓真 |
| 2022年11月23日 | クリームソーダ                           | 財部亮治、A-dream        | 財部亮治                        | MIX：TA★1 |
| 2022年12月10日 | This Christmas                           | 大藪良多                 | 大藪良多                        | Sonud Produced by Yuria Sannodo、mixed&mastered by Westie seb、Video Director by Haseβe Daiki                                               |
| 2023年5月6日   | FAVORITE SONG                            | ずま（虹色侍）           | ずま（虹色侍）                  | アレンジ：濱田真秀、若月カンタ、中村エイジ mixed&mastered 濱田真秀                                                                          |
| 2023年5月20日  | I love just the way you are 〜2023ver.〜 | Takuya                   | Takuya、Masaru(RAP詞）          | 2019年ver.の歌詞一部変更、RAP詞追加 |
| 2023年8月19日  | stay gold ～piano ver.～                 | Daichi（アレンジMasaru） | Hiro                            | アレンジ：Masaru ピアノ演奏：岩村美咲 |
| 2023年9月30日  | トリモドシテ                             | Masaru                   | Masaru                          | Sonud Produced、mixed & mastered： きよ氏                                                                                                   |
| 2024年2月25日  | All right                                | Takuya                   | Takuya、RAP詞：YOKARO-MON       | アレンジ：YOKARO-MON |
| 2024年4月6日   | Higher                                   | 大藪良多                 | 大藪良多                        | Sonud Produced by Yuria Sannodo、mixed&mastered by Westie seb、Video Director by Haseβe Daiki                                               |
| 2024年4月10日  | バリちかっぱ福岡FIRE                     | Masaru                   | YOKARO-MON                      | Mixed&Mastered by TA★1 合いの手&振り付け参考動画（2024.05.15公開）Yudai&Masaru Music Video（2024.05.25公開）Videographer:Hirochika Karasawa |
| 2024年5月8日   | 時空間移動                               | Takuya                   | Takuya                          | Arrangement：佐土原隼人 Mixed：Yudai Music Video（2024.06.01公開）Videographer:Hirochika Karasawa                                           |
| 2024年6月21日  | Beautiful Life                           | Yudai                    | Hiro、Masaru、Yudai             | Arrangement：佐土原隼人 Mixed：Yudai |
| 2024年7月5日   | You made my day                          | Masaru                   | Hiro、Masaru                    | Arrangement：Masaru Mixed：Yudai |
| 2024年7月19日  | 君に幸せ                                 | はるな。                 | はるな。                        | Mixed：Yudai |
| 2024年9月21日  | This is my love song                     | Hiro                     | Hiro                            | Arrangement & Guitar & keyboard：池田拓真、Percussion：山下あすか、Bass：池田和真                                                           |
| 2024年10月16日 | 磁石にハリ                               | 濱田真秀、若月カンタ     | Masaru                          | Arrange： 濱田真秀、若月カンタ、Masaru mixed&mastered：若月カンタ                                                                           |
| 2024年10月23日 | がんばれ。～闘うあなたへ～               | Takuya、TA★1             | Takuya                          | Arrange、Mixed & Mastered：TA★1 Music Video（2025.03.08公開）Video 唐澤博史、岸田健史、石橋尚幸                                             |
| 2024年12月18日 | 秘密兵器                                 | 小林未奈                 | 小林未奈                        | Arrangement：池田拓真/小林未奈 Guitar & keyboard：池田拓真 Drums programming：神林祥太 Bass：池田和真                                       |
| 2025年3月14日  | Go way                                   | 大藪良多、Yuria Sannodo  | 大藪良多、Takuya                | ［Takuyaソロ］ |
| 2025年3月29日  | Live it up!                              | Masaru                   | Masaru                          | ［Masaruソロ］ Arrange：濱田真秀、若月カンタ mixed&mastered：若月カンタ                                                                     |
| 2025年4月2日   | 僕と君                                   | Yudai                    | Yudai                           | ［Yudaiソロ］ Arrange：佐土原隼人 Piano：坂田 愛華 mixed&mastered：Yudai                                                                    |
| 2025年4月5日   | Baby i…                                  | 大藪良多                 | 大藪良多                        | Sonud Produced by Yuria Sannodo、mixed&mastered by Westie seb、Video Director by Haseβe Daiki MV出演 kyoka（つるまる兄妹）                  |
| 2025年4月9日   | 諦めんじゃねぇ                           | はるな。                 | はるな。                        | ［Hiroソロ］ mixed&mastered：だら |
| 2025年4月19日  | ノッていかんねYOKA列車                   | Masaru                   | YOKARO-MON                      | 2025年ツアー「ノッていかんねYOKA列車」OP曲                                                                                                  |
| 2025年5月31日  | 終わりのない歌を                         | Takuya、TA★1             | Takuya                          | Arrange:TA★1 Mixed&Mastered:Yudai |
| 2025年7月12日  | よかろうもん!!!!                         | Masaru                   | Masaru                          | Arrange:濱田真秀 Mixed&Mastered:Yudai |

### 参加楽曲・コラボレーション曲(オリジナル)
| 公開日         | 曲タイトル [名 義]                                                                       | 作曲                           | 作詞                         | 備考                                                                                          |
| -------------- | ---------------------------------------------------------------------------------------- | ------------------------------ | ---------------------------- | --------------------------------------------------------------------------------------------- |
| 2020年11月25日 | Very Merry Christmas feat. misono,虹色侍 (ずま) ,よかろうもん ［今福マサミチ（MICCIE）］ | 今福マサミチ（MICCIE）         | 今福マサミチ（MICCIE）       | 王様のブランチ 2020.12月エンディングテーマ                                                    |
| 2021年5月15日  | 上京エンターテイナー ［よかろうもんfeat.財部亮治］                                       | Masaru                         | 財部亮治、Hiro、Takuya       | 映像撮影・編集：O-LuHa（オルハ）                                                              |
| 2021年5月15日  | M.N.T.I ［よかろうもん VS 財部亮治］                                                     | A-dream                        | 財部亮治、よかろうもん       | Ryoji Takarabe 財部亮治にて公開 それぞれが自身の歌唱パートを作詞                              |
| 2022年7月25日  | MY LIFE (feat. misono, ずま虹色侍, 財部亮治 & YOKARO-MON) ［渋谷巧］                     | ずま虹色侍, 財部亮治, 油布賢一 | ずま虹色侍, 財部亮治, 渋谷巧 | デジタル配信リリース                                                                          |
| 2024年3月4日   | 大ちゃん ［ちゃんぴおんず］                                                              | Masaru                         | ちゃんぴおんず、YOKARO-MON   | ちゃんぴおんず『大ちゃん』 Official Music Video Director：唐澤 博史（YOKARO-MONは映像に参加） |
| 2025年6月23日  | いいねッ ［Skip the Chips×YOKARO-MON］                                                   | YuSuKe/Masaru                  | YuSuKe/Masaru                | 2025年3月15日「KYUSHU KLASH -MUSIC-」初披露                                                   |

### サブスク配信
- 2021年7月1日：JUMP!!、もう嫌になったよ、S.N.S、上京エンターテイナー、手紙（5曲）

## 出演

### ライブ・イベント

#### ワンマンライブ
- 「よかろうもん1stLIVE～癖になる豚骨MUSIC～」（2018年5月26日 表参道GROUND/東京)
- 「よかろうもん2ndLIVE～癖になる豚骨MUSIC～」（2019年5月25日 表参道GROUND/東京）
[ゲスト：昼公演/JENNI、夜公演/財部亮治、シークレットゲスト：東海オンエア としみつ]
- 「よかろうもん　1st Tour 2020 全国に届けLove＆Noodle[39]」
（2020年1月13日 上野音横丁/東京）
（2020年2月1日 ESAKA MUSE/大阪）[ゲスト：財部亮治]
（2020年2月2日 神戸VARIT/兵庫）[ゲスト：財部亮治]
（2020年2月11日 柏ThumbUp/千葉）
（2021年1月11日 ヒューリックホール東京/東京）※コロナによる延期分振替
（2021年2月21日 福岡Beat Station/福岡）※2020年3月6日公演のコロナによる延期分振替
- 「YOKAッ祭」（2022年8月27日 代官山UNIT/東京)
- 「YOKAッ祭 ～2022歳末大決算大感謝祭～」（2022年12月24日 福岡DRUMLOGOS/福岡）［ゲスト：HIPPY、Rofu］
- 「４You」（2023年4月1日 横浜MMブロンテ/神奈川)
- 「YOKARO-MON LIVE TOUR 2023 Smile 4 me」
（2023年6月3日　赤羽ReNY alpha/東京）
（2023年6月18日　新横浜NEW SIDE BEACH!!/神奈川）
（2023年8月19日　梅田CLUB QUATTRO/大阪）［ゲスト：財部亮治］
（2023年9月3日　新宿ReNY/東京）［ゲスト：8Law、おだともあき］
（2023年10月29日　名古屋SPADE BOX/愛知）
（2023年11月25日　福岡トヨタホール スカラエスパシオ/福岡）
（2023年12月24日　沖縄Output/沖縄）※裏ファイナルとして追加公演
- 「YOKARO-MON ワンマンライブ in サンリオピューロランド〜ちかっぱピューロランドを楽しむばい！〜」（2024年3月9日　サンリオピューロランド フェアリーランドシアター/東京)
- 「YOKARO-MON決起集会2025～僭越ながら今年もツアーやらせて頂いてYOKAですか～」（2025年3月23日 福岡DRUM Be-1/福岡)
- 「YOKARO-MON TOUR 2024 ZIMOTO SWEET」
（2024年4月14日　赤羽ReNY alpha/東京）
（2024年5月18日　横浜みなとみらいブロンテ/神奈川）
（2024年6月8日　久留米ウエポン/福岡）
（2024年7月6日　熊本 B.9 V2/熊本）
（2024年7月7日　鹿児島SRホール/鹿児島）
（2024年7月20日　サロンキティ/愛媛）
（2024年8月17日　セカンドクラッチ/広島）
（2024年8月18日　LIVE rise SHUNAN/山口）
（2024年9月14日　大阪RUIDO/大阪）
（2024年10月26日　福岡トヨタホール スカラエスパシオ/福岡）
（2024年12月8日　BESSIE HALL/札幌）
（2024年12月14日　沖縄Output/沖縄）
（2024年12月21日　表参道GROUND/東京）

#### 上京MNTIブラザーズ
- 「上京MNTIブラザーズ 2022〜ピシャッと全国回るばいツアー」

（2021年12月25日 九州ビジュアルアーツ/福岡）
（2022年1月8日 吉祥寺CLUB SEATA/東京・吉祥寺）[ゲスト：虹色侍（ずま）]
（2022年2月11日 ell.fits all/愛知）
（2022年2月12日 fanj/京都）[ゲスト:misono]
（2022年3月19日 4.14/広島）[ゲスト:HIPPY]
（2022年3月20日 THE LIVE HOUSE soma/大阪）
（2022年4月30日 ＠SPiCE SAPPORO/札幌）
（2022年5月21日 WOMB/東京・渋谷）
- 「上京MNTIブラザーズ トークライブ」

vol.1（2022年1月22日 秋葉原 from scratch/東京・秋葉原）
vol.2（2022年4月16日 秋葉原 from scratch/東京・秋葉原）

#### その他ライブ
- 「CIAO FIAT! 10th BIRTHDAY 2017」(2017年7月9日 一番星ヴィレッジ)［古澤巌、パパイヤ鈴木、他]
- 「bayfm NEXT POWER ON！LIVE Vol.49」（2019年2月10日 柏ThumbUp)［JARNZΩ、ラチエンブラザーズ、UP LIFT]
- 「歌者～Utamono～Night Out　Vol.3」（2019年2月26日 四軒茶屋yoncha）Yudaiのみ[横沢ローラ/オノマトペル、anna]
- 「歌者～Utamono～Night Out　Vol.5」（2019年4月29日 四軒茶屋yoncha）Takuyaのみ[出島陽子、JOY T]
- 「歌者～Utamono～Night Out　Vol.7」（2019年6月28日 四軒茶屋yoncha）Hiroのみ[麦野優衣、TOMOMI]
- 「よか音フェス」（2019年6月30日 柏ThumbUp）[TacT]
- 「JARNZΩpresents One more Times～だべ！でも、ばい！でも、ここ東京～」
（2019年9月23日 二子玉川GEMINI Theater）［JARNZΩ×よかろうもんツーマン]
- 「日本生命社内イベント[40]」（2019年10月10日ツイート 北九州芸術劇場）
- 「歌者～Utamono～Night Out　Vol.9」（2019年10月23日 四軒茶屋yoncha）Yudai、Takuya、Hiro
- 「よか音フェス」（2019年12月1日 柏ThumbUp）
- 「米子市商工会議所青年部12月例会組織強化フェス」（2019年12月1日 ANAクラウンプラザホテル米子）
- 「音楽のチカラ」（2020年12月19日 Faniconによる配信ライブ）
- 「奈良市二十歳を祝う会」（2021年1月12日 奈良県コンベンションセンター[41]）
- 「よかろうもんLIVE」（2021年12月19日 飯島町文化館 大ホール/主催：長野県飯島町（いいじま文化サロン））
- 「MAKE A MONOGATARI 2022」（2022年9月3日 直方リバーサイドパーク）
- 「フリーライブ」（2023年11月4日　キャナルシティ博多/福岡）
- 「PEACE STOCK 79' NAGASAKI2024」（2024年6月29 ハウステンボス特設会場）
- 「横浜ReNY beta presents 音渦-otouzu-」（2024年8月26日 横浜ReNY beta)［8Law、BayPockets[42]]
- 「〝RALLY″-road to LIQUIDROOM-」（2024年11月4日 LIVE STUDIO LODGE)［Skip the Chips]
- 「KYUSHU KLASH -MUSIC-」（2025年3月15日 GARRET udagawa/東京）［Skip the Chips]

#### トーク・企画ライブ
- 「QuizKnock×YOKAROｰMONトークライブ エクストラ」（2023年5月7日 表参道GROUND）［QuizKnock：須貝駿貴、山本祥彰］
- 「YOKARO-MON×8Law 企画ライブ」（2023年7月15日 表参道GROUND）［8Law］
- 「QuizKnock×YOKAROｰMON II」（2023年11月12日 表参道GROUND）［QuizKnock：こうちゃん、ノブ］
- 「こうちゃん×YOKARO-MONトークライブ！」（2024年11月16日 表参道GROUND）［こうちゃん］
- 「KYUSHU KLASH -FOOTBALL-」（2025年3月16日 MIFA FOOTBALL PARK/東京）［Skip the Chips]

### テレビ
- 「新日本いいね！～熊本編～」（2018年6月16日 BSプレミアム）
- 「YouTuber✕NHK 1億いいね！大作戦」（2019年1月26日 BSプレミアム）
- 「めんたいワイド」（2019年5月15日 FBS福岡放送）VTR出演（福岡CMをアカペラで再現）
- 「音ボケPOPS」（2020年11月7日 TOKYO MX）Takuya出演
- 「歌カツ!～歌うま中高生応援プロジェクト～」(2020年11月[43]/テレビ朝日/AbemaTV)Season1.#6
- 「完全再現SHOW カン☆コピ」（2022年1月9日 フジテレビ）Pomtex出演 『TRUTH/T-SQUARE』(F1テーマ曲）をBeatboxでカンコピ
- 「六サテ!〜九州沖縄サテライブ〜[44]」（2025年4月26日 NHK福岡）企画ゲスト出演

### ラジオ
- 「NEXT POWER RADIO～じゃがリスペクト!!～」（2019年1月26日 bayfm78）Daichi、Masaru出演
- 「FANTASY RADIO」（2019年4月26日 nack5)
- 「村田綾の笑顔でつなごう」（2019年5月1日 REDSWAVE/さいたま市/87.3MHz）
- 「Billboard JAPAN HOT100 COUNTDOWN PART1」（2019年5月11日 ニッポン放送）
- 「bayfm LIVE PLANET」（2019年10月13日 bayfm）Daichi、Masaru出演
- 「バズラジ」（2019年11月14日 Shibuya Cross-FM）
- 「bayfm LIVE PLANET」（2019年12月22日 bayfm）Daichi、Yudai出演
- 「よかろうもんと川野淳のこんやもここで」（2020年4月3日～2021年3月26日 かつしかFM/78.9MH）

　　【全51回】毎週金曜22:00～23:00　パーソナリティ：YOKARO-MON、川野淳（JVocal Studio）

　　レギュラー番組　略称は「こんここ」

　　番組アーカイブ「こんここチャンネル【番組公式】」
- 「music x serendipity」（2024年10月23日 LOVE FM）Masaru、Hiro出演
- 「Hyper Night Program GOW!!」（2024年10月23日 FM FUKUOKA）Takuya、Yudai出演

## CD
- HAMONEP CHAMPIONS CD (2010年9月1日、ポニーキャニオン）

## 関連人物
- Daichi
- 財部亮治
- 榊原アリー
- GOOD COMING（原口知之[46]）